# Појана Ташад (Бихор)
Појана Ташад (рум. Poiana Tășad) насеље је у Румунији у округу Бихор у општини Копачел. Oпштина се налази на надморској висини од 413 m.

## Становништво
Према подацима из 2002. године у насељу је живело 207 становника, од којих су сви румунске националности.